# 斑尾副尼麗魚
斑尾副尼麗魚為輻鰭魚綱鱸形目隆頭魚亞目慈鯛科的其中一種。

## 分布
本魚分布於中美洲瓜地馬拉的Usumacinta River至巴拿馬的查格雷斯河。

## 特徵
本魚體呈銀藍色，有斷斷續續連接成串的深色斑點，尤其是在魚體中段和尾柄上更多。頭的前端和胸鰭基部有胭脂紅色，鰓蓋的上方也有胭脂紅斑點，雄魚的背鰭和臀鰭尖。體長約在25公分。

## 生態
本魚棲息湖泊及淡水溪流具有沙底質和沉木，以利於隱匿。以河底的植物碎屑、果實和種子為食

## 經濟利用
為觀賞魚，具有侵略性。